# Xã Table Mound, Quận Dubuque, Iowa
Xã Table Mound (tiếng Anh: Table Mound Township) là một xã thuộc quận Dubuque, tiểu bang Iowa, Hoa Kỳ. Năm 2010, dân số của xã này là 3.699 người.